# Tomás Campos
Tomás Campos (* 14. September 1975 in Tuxpan, Veracruz) ist ein ehemaliger mexikanischer Fußballspieler, der vorwiegend im Mittelfeld agierte.

## Leben
Campos begann seine Profikarriere 1998 in der zweiten mexikanischen Liga bei Cruz Azul Hidalgo. Zwei Jahre später wurde er in die erste Mannschaft von Cruz Azul geholt, wo er am 25. März 2000 in einem Heimspiel gegen Atlas Guadalajara (1:1) erstmals in einem Spiel der ersten mexikanischen Liga zum Einsatz kam.
Sein größter Erfolg mit den Cementeros war das Erreichen der Finalspiele um die Copa Libertadores 2001, wo er in beiden Begegnungen mit den Boca Juniors zum Einsatz kam. Am Ende hatten die Argentinier durch einen 3:1-Sieg im Elfmeterschießen die Copa zum vierten Mal in ihrer Vereinsgeschichte gewonnen, aber Cruz Azul immerhin als erste mexikanische Mannschaft überhaupt das Finale erreicht.
Zwischen dem 1. Juli 2001 (1:0-Sieg gegen die USA im Rahmen der Qualifikation zur WM 2002) und dem 27. Juli 2002 (0:0 gegen Südkorea im Rahmen des CONCACAF Gold Cup 2002) bestritt Campos insgesamt sieben Länderspieleinsätze für „El Tri“. Bei seinem vierten Länderspieleinsatz in einem Testspiel gegen El Salvador am 31. Oktober 2001 erzielte Campos seinen einzigen Länderspieltreffer zum 4:1-Endstand in der 70. Minute.
Im Sommer 2006 verließ er Cruz Azul und spielte für je eine Halbsaison zunächst bei den UANL Tigres und anschließend für Jaguares de Chiapas, ehe er im Sommer 2007 bei den Indios de Ciudad Juárez eine neue Heimat fand.
Gleich in seiner ersten Halbsaison, der Apertura 2007, gewann er mit den Indios die Meisterschaft der  Primera División 'A' durch einen 7:0-Gesamtsieg in den Finalspielen gegen die Dorados de Sinaloa. Im Gesamtsaisonfinale setzten die Indios sich im Sommer 2008 gegen den Club León durch und stiegen somit erstmals in ihrer noch jungen Vereinsgeschichte in die höchste Spielklasse auf, in der sie bis 2010 vertreten waren. Campos spielte noch bis zum Beginn der Zweitliga-Saison 2011/12 für die Indios und arbeitete anschließend als Assistenztrainer von Héctor Hugo Eugui bei den Estudiantes Tecos.

## Erfolge
- Mexikanischer Zweitligameister: Apertura 2007 (mit Indios Juárez)
- Copa Libertadores: Finalist 2001 (mit Cruz Azul)